# 牛頭角碼頭
牛頭角碼頭（英語：Ngau Tau Kok Ferry Pier）是昔日香港的一座渡輪碼頭，位於九龍牛頭角填海前的海旁，約於現今定富街近定富樓對開。碼頭於1956年落成，可從水路往來銅鑼灣及北角、筲箕灣和茶果嶺。1960年代的填海工程，使牛頭角碼頭遷往觀塘海旁，是為觀塘碼頭。